# Xyris dissimilis
Xyris dissimilis är en gräsväxtart som beskrevs av Gustaf Oskar Andersson Malme. Xyris dissimilis ingår i släktet Xyris och familjen Xyridaceae. Inga underarter finns listade i Catalogue of Life.